# Tuppliden
Tuppliden är en småort i sydvästra delen av Umeå kommun. Tuppliden ligger väster om Skravelsjö, nästan en mil sydväst om Umeå.